# Elisabeth Leopold
Elisabeth Amalia Leopold (3. März 1926 in Wien – 14. August 2024 ebenda) war eine österreichische Augenärztin und Kunstsammlerin sowie Mitgründerin und Kuratorin des Leopold Museums in Wien. Gemeinsam mit ihrem Ehemann Rudolf Leopold baute sie eine der bedeutendsten Sammlungen der Wiener Moderne auf.

## Leben
Elisabeth Leopold wurde im Wiener Hernals geboren. Sie studierte Medizin an der Universität Wien und lernte ihren Studienkollegen Rudolf Leopold kennen, den sie 1953 heiratete. Das Paar bekam drei Kinder. Die Eheleute widmeten sich neben Familie und Beruf – beide praktizierten als Augenärzte – dem Aufbau der Kunstsammlung Leopold, was sie finanziell schwer belastete. Das Ehepaar absolvierte zahlreiche Kunstreisen, besuchte viele Sammler und Künstler.
1994 wurde die Sammlung der Öffentlichkeit gewidmet.  Nach Zusicherung der Republik Österreich, der Sammlung ein Museum zu bauen, wurden 5266 Inventarstücke mit einem Gesamtschätzwert von 575 Millionen Euro der Leopold-Museum-Privatstiftung übergeben. Wesentliche Exponenten der Sammlung sind Gustav Klimt, Egon Schiele, Richard Gerstl, Josef Hoffmann, Oskar Kokoschka, Alfred Kubin und Koloman Moser. Einen besonderen Stellenwert räumte Leopold dem Schiele-Gemälde Die Eremiten aus dem Jahr 1912 ein.
Elisabeth Leopold war seit 1994 auf Lebenszeit Vorstandsmitglied der Privatstiftung. Nach dem Tod ihres Mannes im Jahre 2010 wurde sie zur bestimmenden Person des Museums und fungierte wiederholt als Ko-Kuratorin. 2022 zog sie sich auf eigenen Wunsch aus dem Vorstand zurück. Elisabeth Leopold wurde neben ihrem Ehemann auf dem Friedhof Grinzing beigesetzt (Grablage 4-43).
Das Museum verzeichnete zu Beginn der 2020er Jahre durchschnittlich 350.000 Besucher jährlich. Es sei, so der gegenwärtige Direktor Hans-Peter Wipplinger, „zu einem unverzichtbaren Teil der österreichischen Kulturlandschaft geworden“.

## Ausstellungen
Elisabeth Leopold verantwortete als (Co-)Kuratorin folgende Ausstellungen:
- 2006 Körper, Gesicht & Seele, Frauenbilder vom 16. bis zum 20. Jahrhundert
- 2009 Ernst Barlach und Käthe Kollwitz, gemeinsam mit Rudolf Leopold
- 2012 nackte männer, gemeinsam mit Tobias G. Natter
- 2014  Trotzdem Kunst! Österreich 1914–1918, gemeinsam mit Ivan Ristić und Stefan Kutzenberger
- 2016 Zauber der Landschaft, Von Waldmüller bis Boeckl, gemeinsam mit Franz Smola

## Bücher, Kataloge
- mit Sandra Tretter: Der Lyriker Egon Schiele, Briefe und Gedichte 1910–1912, München, Berlin, London, New York: Prestel 2008, ISBN 978-3-7913-3998-6
- Hg.: Farbenrausch, Werke aus dem Leopold Museum und der Leopold Privatsammlung, Leopold Museum-Privatstiftung [2015]
- Hg., mit Tobias G. Natter: Gustav Klimt, Die Sammlung des Leopold Museum, Ostfildern: Hatje Cantz 2013, ISBN 978-3-7757-3744-9
- Hg.: Egon Schiele, Gemälde, Aquarelle, Zeichnungen, adaptierte Neuauflage des 1972 von Rudolf Leopold publizierten, ersten umfassenden Schiele-Gemäldeverzeichnisses, München: Hirmer 2020, ISBN 978-3-7774-4029-3
- Hg.: Die Gesichter des Egon Schiele, Selbstbildnisse Schieles, München: Hirmer 2023, ISBN 978-3-7774-4182-5 (auch in engl. Sprache)

## Auszeichnungen
- 2017: Goldenes Ehrenzeichen für Verdienste um das Land Wien
- 2017: Österreichisches Ehrenkreuz für Wissenschaft und Kunst
- 2022: Großes Goldenes Ehrenzeichen für Verdienste um das Bundesland Niederösterreich[7]